# 新浪メール
新浪メール（シンランメール、中国語: 新浪邮箱、英語: Sina Mail）は、中華人民共和国の新浪公司が提供するフリーメールサービスである。サービス開始当初は「新浪2008メール」（中国語: 新浪2008邮箱）であった。
ドメインは「@sina.com」および「@sina.cn」が使用されている。

## 概要
2008年1月1日に正式にサービスを開始した。当初のサービス名は「新浪2008メール」（中国語: 新浪2008邮箱）であり、「2008」は新浪が提供したいと考えている幸福や情熱、全く新しいサービス品質を委ねていることから名付けられた。その後、「新浪メール」（中国語: 新浪邮箱）に改名した。
2018年1月、有料会員（VIP）サービスとして「新浪VIPメール」（中国語: 新浪VIP邮箱）を開始した。なお、無料会員は一部機能に制限がある。